# Droga wojewódzka 696
Die Droga wojewódzka 696 (DW 696) ist eine 27 Kilometer lange Droga wojewódzka (Woiwodschaftsstraße) in der polnischen Woiwodschaft Masowien, die Węgrów und Chodów verbindet. Die Strecke liegt im Powiat Węgrowski und im Powiat Siedlecki.

## Streckenverlauf
Woiwodschaft Masowien, Powiat Węgrowski
-  Węgrów (DK 62, DW 637)
- Szaruty
- Męczyn-Kolonia

Woiwodschaft Masowien, Powiat Siedlecki
- Mokobody
- Kisielany-Kuce
-  Chodów (DK 63)